# Boekenvoordeel

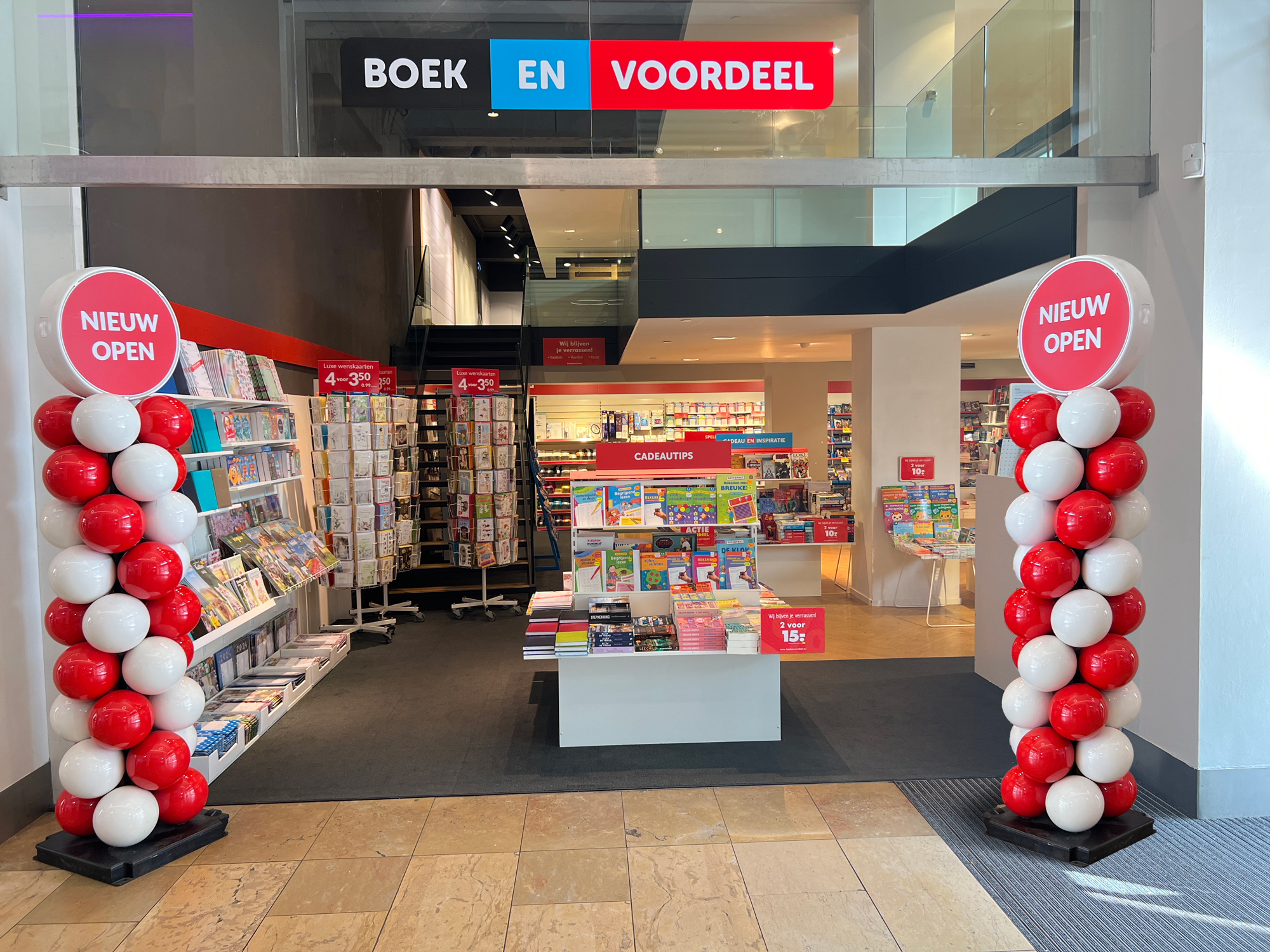
BoekEnVoordeel-vestiging in Amstelveen bij de opening in 2023.

BoekenVoordeel is een Nederlandse winkelketen, die ook in Vlaanderen zijn intrek heeft gevonden. De keten heeft zo’n 100 winkels verspreid over Nederland en Vlaanderen.
De keten is sinds 1983 ingeschreven bij de Kamer van Koophandel. Een aantal jaren daarvoor bestond BoekenVoordeel al. De eerste BoekenVoordeel-winkel is gestart in Haarlem. Het assortiment bestond toen alleen uit boeken en wenskaarten. Later kwamen daar ook dvd's, video's en cd-roms bij. Naast boeken en home-entertainment bestaat het assortiment van BoekenVoordeel uit hobbyartikelen, puzzels, speelgoed, spellen en modelbouw.
In 2001 nam BoekenVoordeel koopjesketen Knaakland over na het faillissement van deze keten op 6 juli van dat jaar. Begin mei 2014 nam BoekenVoordeel de failliete winkelketen Free Record Shop over. In 2014 kwam Free Record Shop terug in de winkelstraat als shop-in-shop in winkels van BoekenVoordeel.
In april 2021 vroeg BoekenVoordeel Nederland het faillissement aan, waarna in mei 2021 een doorstart werd gemaakt met 65 tot 75 van de 86 winkels.]. Sindsdien zijn er in zowel Nederland als Vlaanderen weer nieuwe winkels geopend.
In 2023 is BoekenVoordeel begonnen met de rebranding naar BoekEnVoordeel.